# جندق
جندق (بالفارسية: جندق) هي منطقة سكنية تقع في إيران في أصفهان. يقدر عدد سكانها بـ 3,958 نسمة .